# Гранична густина розділення
Гранична густина розділення (рос. граничная плотность разделения, англ. partition density, нім. Grenztrenndichte f) — у гравітаційних методах збагачення корисних копалин — густина елементарної фракції, імовірність попадання якої до кожного з продуктів розділення при збагаченні корисних копалин однакова.